# Buttwil

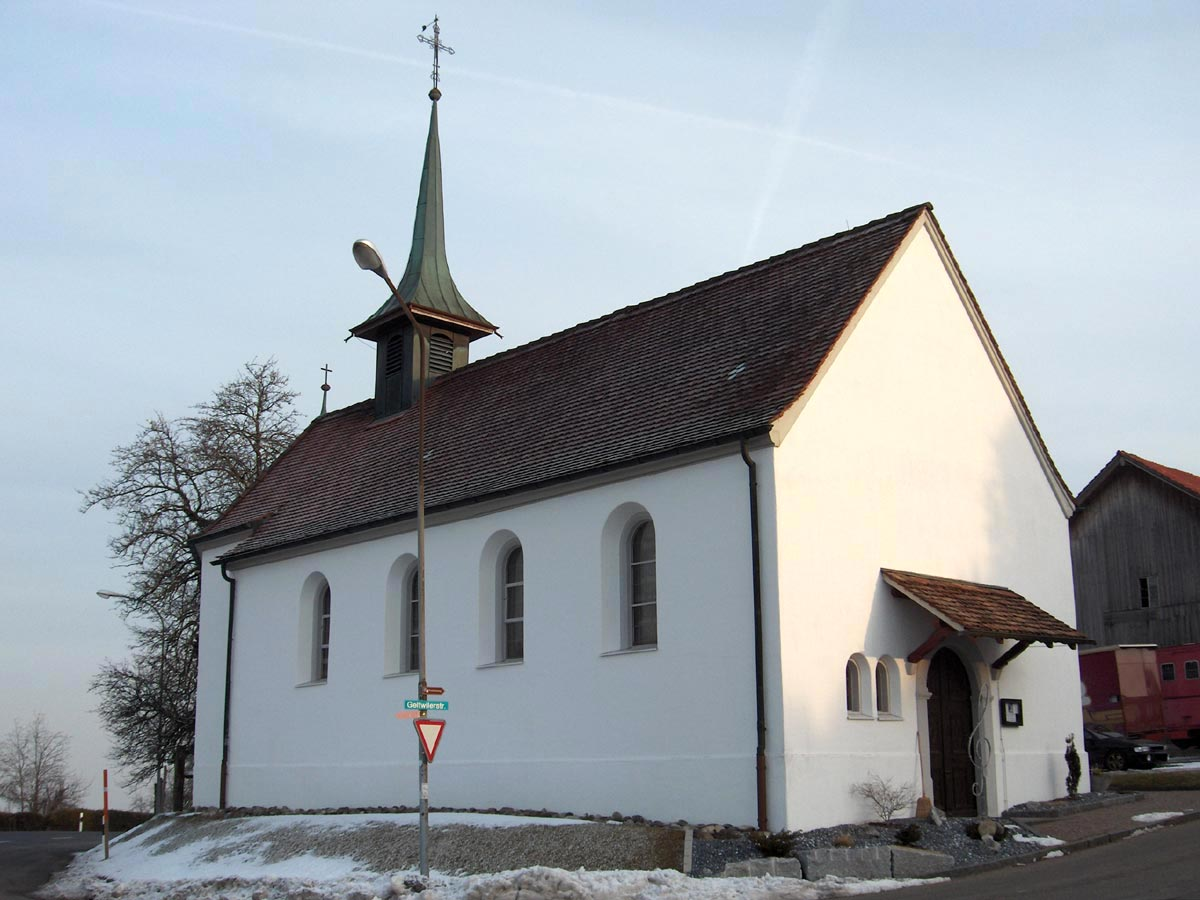
Giáo đường Buttwil

Buttwil là một đô thị trong huyện Muri thuộc bang Aargau ở Thụy Sĩ.
Đô thị này có cự ly 2 km về phía tây Muri.

## Biến động dân số
- 1850: 541
- 1860: 572
- 1870: 508
- 1880: 462
- 1900: 395
- 1950: 342
- 1978: 514
- 1990: 877
- 2000: 1.122